# Akademika Pavlova (stanice metra v Charkově)
Akademika Pavlova (ukrajinsky Академіка Павлова) je stanice charkovského metra na Saltivské lince. Stanice je pojmenována po Ivanovi Petrovičovi Pavlovi.

## Charakteristika
Stanice je jednolodní, kdy kolejová zeď obložena šedým mramorem s mozaikovými kompozicemi ze smaltu.
Stanice má dva vestibuly, ústící do okolí ulice Akademika Pavlova. Vestibuly jsou s nástupištěm propojeny schodištěm.